# Fritz Ißmer
Fritz Ißmer (* 18. Juni 1865 in Waldenburg, Niederschlesien; † 24. Juni 1930 in Breslau) war ein deutscher Verwaltungsjurist in Schlesien.

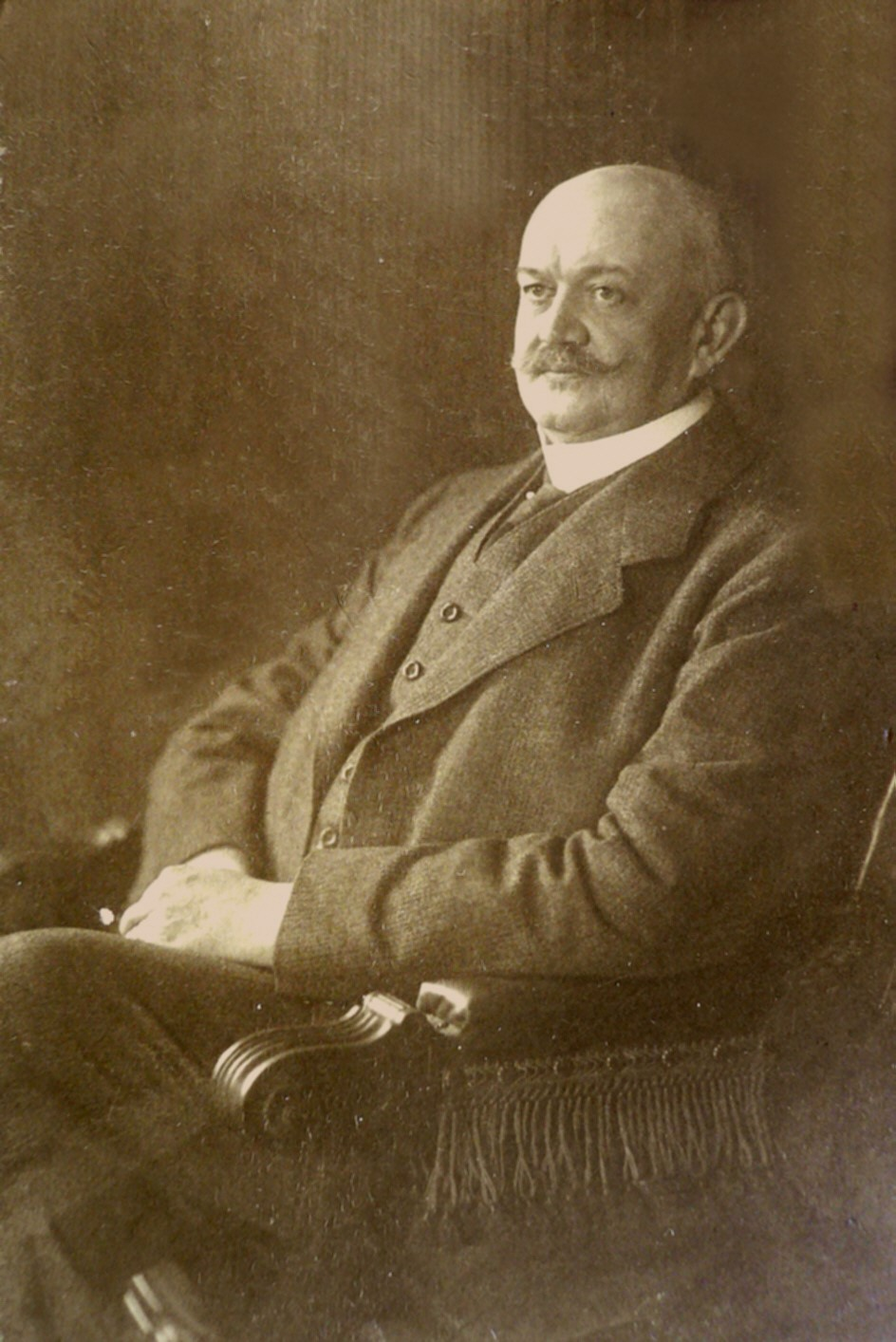
Fritz Ißmer

## Leben
Fritz Ißmer studierte an der Schlesischen Friedrich-Wilhelms-Universität Rechtswissenschaft. 1884 wurde er Mitglied des Corps Borussia Breslau. Nach dem Ersten Examen wurde er von der Universität Leipzig zum Dr. iur. promoviert. WorldCat weist zwei Dissertationen von „Fritz Issmer“ nach. Nach der Assessorprüfung trat er als Regierungsassessor in die innere Verwaltung des Königreichs Preußen. Von 1898 bis 1917 war Ißmer Landrat des Landkreises Leobschütz. Den Ruhestand verlebte er in Breslau.

## Auszeichnungen
- Geh. Regierungsrat[5]
- Roter Adlerorden 4. Klasse
- Königlicher Kronen-Orden (Preußen) 3. Klasse